# Pořín
Pořín (německy Porschin) je vesnice, část obce Dolní Hořice v okrese Tábor v Jihočeském kraji. Leží přibližně sedmnáct kilometrů východně od Tábora, na hranicích s pelhřimovským okresem. Necelé dva kilometry (po silnici) od vesnice stojí poblíž Radostovic zastávka Pořín na železniční trati Tábor – Horní Cerekev.

## Název
Název vsi je pravděpodobně odvozen od osobního jména Póra a vyjadřoval, že zde byl Pórův dvůr.

## Historie
Lze předpokládat, že tato oblast byla obydlena ještě před 13. stoletím, kdy probíhala vesnická kolonizace. První písemná zmínka o vesnici je z roku 1354 (některé zdroje uvádí rok 1361.), kdy si bratři, páni z Hradce, rozdělili dědictví. Mezi statky pana Jindřicha se uvádí i Pořín. Jak zaznamenal August Sedláček, cela oblast ve 14. století náležela pánům z Jindřichova Hradce. Z dalšího období o Poříně nic nevíme. Zřejmě to zapříčinil požár v roce 1541, kdy na Pražském hradě shořela valná část zemských desk.
Pořín v 16. století patřil Petru Smrčkovi. Jeho statky ale po Bílé hoře propadly královské komoře a byly prodány různým majitelům. Hlubokou ránu oblasti zasadila třicetiletá válka, po jejím skončení hospodářský život ještě dlouho skomíral. Berní rula dokládá, jaký stav byl v Poříně v roce 1654: čtyři osedlé usedlosti, jeden rolník nově osedlý, čtrnáct rolníků pohořelých a deset pustých gruntů. O třicet let později bylo v Poříně ještě sedm pustých gruntů. Opuštěnou půdu si přisvojovala vrchnost a podle tehdejší řádu na ní museli sedláci robotovat. Podle záznamů z druhé poloviny 18. století pořínští robotovali tři dny v týdnu.
V roce 1760 panství koupil Leopold Kolovrat Krakovský a připojil je ke Hrobům. Územní i farní příslušnost k této vsi pak trvala dlouhou dobu. Významným kulturním počinem bylo založení kostelů a škol. V Poříně je kostel datován rokem 1719 a archivní materiály dokládají založení školy v roce 1854. Přínosem pro celou oblast byla výstavba železniční trati Tábor – Horní Cerekev.

## Obyvatelstvo
Představu o historickém významu obce ilustruje 574 občanů při sčítání obyvatel v roce 1861. Tento stav byl víceméně stabilizován až do roku 1930, kdy dochází k menšímu asi 8% úbytku obyvatel. Odliv obyvatel vyvrcholil v šedesátých letech, kdy se počet trvale hlášených obyvatel za deset let zmenšil asi o 23 procent. Úbytek obyvatel se nezastavil ani v následných desetiletích. V roce 1999 bylo v Poříně trvale hlášeno 108 obyvatel.
| Rok            | 1869 | 1880 | 1890 | 1900 | 1910 | 1921 | 1930 | 1950 | 1961 | 1970 | 1980 | 1991 | 2001 | 2011 | 2021 |
| -------------- | ---- | ---- | ---- | ---- | ---- | ---- | ---- | ---- | ---- | ---- | ---- | ---- | ---- | ---- | ---- |
| Počet obyvatel | 574  | 574  | 568  | 549  | 553  | 547  | 530  | 402  | 380  | 291  | 257  | 218  | 182  | 173  | 174  |
| Počet domů     | 55   | 61   | 69   | 70   | 74   | 76   | 90   | 97   | 118  | 84   | 78   | 98   | 96   | 99   | 90   |

## Obecní správa
Při sčítání lidu v letech 1850–1976 Pořín byl samostatnou obcí, se kterým patřil nejprve do okrese Pelhřimov, ale v roce 1950 v okrese Pacov a od roku 1960 v okrese Tábor. Od 1. dubna 1976 je částí obce Dolní Hořice v okrese Tábor. V letech 1850–1976 k obci patřily Radostovice a v letech 1961–1976 také Nové Dvory.

## Pamětihodnosti
- Kaple svatého Bartoloměje
- Železniční most